# Mesoceration bispinum
Mesoceration bispinum är en skalbaggsart som beskrevs av Perkins 2008. Mesoceration bispinum ingår i släktet Mesoceration och familjen vattenbrynsbaggar. Inga underarter finns listade i Catalogue of Life.